# 宾州镇 (宾县)
宾州镇是中华人民共和国黑龙江省哈尔滨市宾县下辖的一个镇，221国道和哈佳铁路过境。

## 行政区划
宾州镇下辖以下地区：
中心街第一社区、中心街第二社区、中心街第三社区、中心街第四社区、中心街第五社区、中心街第六社区、中心街第七社区、文化街第一社区、文化街第二社区、文化街第三社区、文化街第四社区、文化街第五社区、文化街第六社区、文化街第七社区、文化街第八社区、中心街第八社区、奋斗街第一社区、奋斗街第二社区、奋斗街第三社区、奋斗街第四社区、奋斗街第五社区、奋斗街第六社区、奋斗街第七社区、奋斗街第八社区、西城街第一社区、西城街第二社区、西城街第三社区、西城街第四社区、西城街第五社区、西城街第六社区、西城街第七社区、西城街第八社区、西城街第九社区、西城街第十社区、胜利街第一社区、胜利街第二社区、胜利街第三社区、胜利街第四社区、胜利街第五社区、胜利街第六社区、新立村、和顺村、宝泉村、务本村、大同村、务勤村、南阳村、二龙山村、四季青村、宣阳村、英杰村、友联村、永乐村和合兴村。